# Joitxi Suetsuna
Joitxi Suetsuna (japonès: 末綱恕一)  (Kunisaki, 28 de novembre de 1898 - Tòquio, 6 d'agost de 1970) (a vegades transliterat el nom per Joichi o Zyoiti, i el cognom per Suetuna) va ser un matemàtic i filòsof japonès.

## Vida i Obra
Suetsuna va fer els estudis secundaris a la Prefectura d'Ōita abans d'ingressar el 1916 a la universitat de Tòquio en la qual es va graduar el 1922, essent el seu professor Teiji Takagi. Els anys següents va ser professor ajudant de les universitats de Kyūshū i de Tòquio, fins al 1927 en que va venir a Europa per ampliar estudis a les universitats de Göttingen i d'Hamburg amb els professors Edmund Landau i Emil Artin respectivament.
El 1931, en retornar al Japó, va ser nomenat professor de la universitat de Tòquio en la qual va romandre fins a la seva jubilació el 1959. Va ser, a més, director de l'Institut d'Estadística Matemàtica del Japó.
Els treballs més notables de Suetsuna van ser inicialment en teoria de nombres, essent l'iniciador de l'escola japonesa en aquesta disciplina. El seu llibre de text en aquesta matèria de 1950 es va convertir en el llibre de capçalera al Japó durant molts anys. Posteriorment també es va interessar per la teoria de la probabilitat i l'estadística.
En els darrers anys de la seva vida va publicar diverses obres de filosofia budista.